# Ukrainische Badmintonmeisterschaft 2021
Die Ukrainische Badmintonmeisterschaft 2021 fand vom 11. bis zum 14. November 2021 in Dnipro statt.

## Medaillengewinner
| Disziplin    | Gold                                | Silber                                  | Bronze                                 |
| ------------ | ----------------------------------- | --------------------------------------- | -------------------------------------- |
| Herreneinzel | Danylo Bosniuk                      | Oleksandar Shmundyak                    | Viacheslav Yakovlev                    |
| Herreneinzel | Danylo Bosniuk                      | Oleksandar Shmundyak                    | Volodymyr Koluzaiev                    |
| Dameneinzel  | Polina Buhrova                      | Varvara Frolova                         | Yana Sobko                             |
| Dameneinzel  | Polina Buhrova                      | Varvara Frolova                         | Vladyslava Lesnaya                     |
| Herrendoppel | Vitaliy Konov Oleksandar Shmundyak  | Glib Beketov Mykhaylo Makhnovskiy       | Oleg Amosov Sergiy Garist              |
| Herrendoppel | Vitaliy Konov Oleksandar Shmundyak  | Glib Beketov Mykhaylo Makhnovskiy       | Ivan Druzchenko Ivan Medynskiy         |
| Damendoppel  | Polina Buhrova Yana Sobko           | Polina Tkach Anna Mikhalkova            | Yevgeniya Paksyutova Tatiana Potapenko |
| Damendoppel  | Polina Buhrova Yana Sobko           | Polina Tkach Anna Mikhalkova            | Vladyslava Lesnaya Varvara Frolova     |
| Mixed        | Danylo Bosniuk Yevgeniya Paksyutova | Valeriy Atrashchenkov Walerija Rudakowa | Viacheslav Yakovlev Polina Tkach       |
| Mixed        | Danylo Bosniuk Yevgeniya Paksyutova | Valeriy Atrashchenkov Walerija Rudakowa | Sergey Garist Natalya Voytsekh         |